# Pons (Familienname)
Pons ist ein französischer und spanischer Personenname.

## Namensträger

### Herrscher
- Pons (Toulouse), Graf von Toulouse
- Pons von Tripolis (auch: Pontius oder Poncius; um 1098–1137), Graf von Tripolis

### Familienname
- Alfredo Pons (Zeichner) (1958–2002), spanischer Comiczeichner
- Alfredo Cipriano Pons (1888–1968), argentinischer Diplomat
- Anthony Pons (* 1973), französischer Autorennfahrer
- Antoinette de Pons (um 1570–1632), Ehrendame der Katharina von Medici, Mätresse des französischen Königs Heinrich IV.
- Antonio Pons (1897–1980), ecuadorianischer Arzt, Diplomat und Politiker
- Axel Pons (* 1991), spanischer Motorradrennfahrer
- Bernard Pons (1926–2022), französischer Politiker
- Edgar Pons (* 1995), spanischer Motorradrennfahrer
- Esteban González Pons (* 1964), spanischer Politiker
- Eva Pons (* 1971), deutsche Pianistin und Dirigentin
- Fabrizia Pons (* 1955), italienische Rallye-Fahrerin
- Félix Pons (1942–2010), spanischer Politiker
- Francisco Pons, uruguayischer Politiker
- Francisco Pons Boigues (1861–1899), spanischer Geisteswissenschaftler und Bibliothekar
- Francisco Vallejo Pons (* 1982), spanischer Schachspieler
- Gianni Pons (1909–1975), italienischer Regisseur
- Graciano Tarragó y Pons (1892–1973), spanischer Gitarrist, Violinist und Komponist
- Honoré Pons (1773–1851), französischer Uhrmachermeister, Erfinder und Unternehmer
- Jacques Pons (1538–1612), französischer Arzt
- Jaurés Lamarque Pons (1917–1982), uruguayischer Pianist und Komponist
- Jean-Louis Pons (1761–1831), französischer Astronom
- Joan Pons (* 1946), spanischer Sänger (Bariton)
- José María Pons Irazazábal (* 1948), spanischer Diplomat
- Josep Pons i Viladomat (* 1957), katalanischer Dirigent
- Josep Lluís Pons i Gallarza (1823–1894), katalanischer Lyriker
- Josep Roca-Pons (1914–2000), spanischer Romanist, Hispanist und Katalanist
- Joseph Sébastien Pons (1886–1962), französischer Hochschullehrer und Schriftsteller französischer und katalanischer Sprache
- Laia Pons (* 1993), spanische Synchronschwimmerin
- Lele Pons (* 1996), venezolanische Webvideoproduzentin
- Lily Pons (1898–1976), französisch-amerikanische Sängerin (Sopran)
- Louis Pons (1914–1973), französischer Autorennfahrer
- María Magdalena Campos-Pons (* 1959), kubanoamerikanische Installationskünstlerin
- Mario Pons (* 1967), ecuadorianischer Radrennfahrer
- Maurice Pons (1925–2016), französischer Autor und Übersetzer
- Mauro Pons (* 2003), uruguayischer Leichtathlet
- Mercè Pons (* 1966), spanische Schauspielerin
- Miguel Bover Pons (1928–1966), spanischer Radrennfahrer
- Miquel Pons (* 1997), spanischer Motorradrennfahrer
- Norma Pons (1943–2014), argentinische Schauspielerin
- Oscar Pons (* 1968), andorranischer Tennisspieler
- Patrick Pons (1952–1980), französischer Motorradrennfahrer
- Paul-Marie Pons (1904–1966), französischer Ingenieur und Politiker
- Ramón Pons (1940–2014), spanischer Schauspieler
- Sito Pons (* 1959), spanischer Motorradrennfahrer
- Stanley Pons (* 1943), US-amerikanischer Elektrochemiker
- Vimala Pons (* 1986), französische Schauspielerin, Artistin und Jongleurin indischer Abstammung
- Xavier Pons (* 1980), spanischer Rallye-Fahrer
- Yves Pons (* 1999), französischer Basketballspieler